# Терри, Уильям Лик
Уильям Лик Терри (англ. William Leake Terry; 27 сентября 1850, Уэйдсборо, округ Ансон, Северная Каролина, США — 4 ноября 1917, Литл-Рок, Арканзас, США) — американский государственный деятель, член Палаты представителей Конгресса США от штата Арканзас (1891—1901).

## Биография
В 1857 году вместе с семьей переехал в округ Типпа, штат Миссисипи, а четыре года спустя в округ Пьюласки, штат Арканзас. Окончил Военную академию Бингема, а в 1872 г. — юридический факультет Тринити-колледжа в Северной Каролине. Затем занялся адвокатской деятельностью.
С 1878 по 1879 г. — член Сената Арканзаса от Демократическая партия, в 1879 г. был его председателем. С 1879 по 1885 г. он был судьей в городе Литл-Рок. В 1886 г. безуспешно баллотировался в Конгресс.
На выборах в Конгресс 1890 г. был избран в Палату представителей от 4-го округа Арканзаса, сохранял мандат 1901 г.
После ухода из Палаты представителей работал юристом в Литл-Роке.
Его сын, Дэвид Диксон Терри, также выбрал политическую карьеру, избирался членом Палаты представителей Конгресса США (1933—1943).